# Running on Empty (Album)
Running on Empty ist das fünfte Album des US-amerikanischen Singer-Songwriters Jackson Browne. Es erschien 1977 auf Asylum Records.

## Allgemeines
Bei diesem Album handelt es sich nicht um ein reines Livealbum, sondern es enthält auch Aufnahmen, die während der Tournee in Hotelzimmern, im Tourbus oder hinter der Bühne gemacht wurden. Anders als bei Livealben sonst üblich enthält Running on Empty nur Songs, die bisher noch nie veröffentlicht wurden. Von diesen Songs schrieb Browne aber nur zwei selbst, vier gemeinsam mit einem Co-Autor und vier sind Coverversionen. Die Band bestand unter anderem aus der Session-Formation The Section.
Obwohl manche Kritiker das Album weniger schätzten als die vorausgegangenen, war Running on Empty Brownes bisher kommerziell erfolgreichste Arbeit. 1979 wurde das Album für den Grammy nominiert. Seit Erscheinen wurde das Album über sieben Millionen Mal verkauft.
Anlässlich der jährlichen NAMM in Anaheim, Kalifornien, erfuhren 2018 die Protagonisten dieses wegweisenden Werkes eine späte Ehrung. The Section wurde in die "TEC Awards Hall of Fame" aufgenommen, während Jackson Browne mit dem "Les Paul Innovation Award" geehrt wurde.

## Titelliste
- 1 Running on Empty – Browne 5:20
- 2 The Road – O’Keefe 4:50
- 3 Rosie  – Browne, Miller 3:37
- 4 You Love the Thunder – Browne 3:52
- 5 Cocaine – Browne, Davis, Frey 4:55
- 6 Shaky Town – Kortchmar 3:36
- 7 Love Needs a Heart – Browne, Carter, George 3:28
- 8 Nothing but Time – Browne, Burke 3:05
- 9 The Load-Out – Browne, Garofalo	5:38
- 10 Stay – Williams 3:28[3]

### Aufnahmedaten
- Tracks 1, 9, 10 – live (27. August 1977), Merriweather Post Pavilion, Columbia, Maryland
- Track 2 – Zimmer 301 (27. August 1977), Cross Keys Inn, Baltimore, Maryland (die ersten 2:58) und live (7. September 1977), Garden State Arts Center, Holmdel, New Jersey
- Track 3 – Backstage (1. September 1977) Saratoga Performing Arts Center, Saratoga Springs, New York
- Track 4 – live (6. September 1977), Holmdel, New Jersey
- Track 5, 6 – Zimmer 124 (17. und 18. August 1977), Holiday Inn, Edwardsville, Illinois
- Track 7 – live (17. September 1977), Universal City, Kalifornien
- Track 8 – im Tourbus (einem Continental Silver Eagle) irgendwo in New Jersey (8. September 1977)[4]

## Kritikerstimmen
- Dirty Linen: „Writing rock songs about life on the road has long been a cliche, but the topic was never treated with such verve and condor as it was on Jackson Browne’s 1977 album Running on Empty...“ („Songs über das Leben auf der Straße zu schreiben war lange ein Klischee, aber der Gegenstand wurde nie mit mehr Begeisterung behandelt als auf Jackson Browns 1977er Album Running on Empty.“)[1]
- Rolling Stone (1978): „As impressed as I am with Jackson Browne’s art, I’m even more impressed with the humanity that shines through it. Maybe they’re inseparable, but I doubt it.“ („So beeindruckt ich von Jackson Browns Kunst bin, bin ich doch mehr von der Menschlichkeit beeindruckt, die hier durchschimmert. Vielleicht ist das untrennbar, aber das bezweifle ich.“)[5]
- Jaan Uhelszki: „...one realizes that Browne was much more comfortable on the road than off.“ („....man bemerkt, dass sich Browne auf der Straße behaglicher fühlt als außerhalb.“)[6]
- AMG: „Browne’s least ambitious, but perhaps most accessible.... ...for many, it will be the only Browne album they will want to own, just as others always will regard it disdainfully as ‚Jackson Browne lite‘.“ („Browns am wenigsten anspruchsvolles aber wahrscheinlich zugänglichstes Werk ... für viele wird es das einzige Werk sein, das sie haben wollen, während es andere verächtlich als ‚Jackson Browne light‘ ansehen werden.“)[3]

## Kommerzieller Erfolg

### Chartplatzierungen
Das Album erreichte Platz 3 in den Billboard Top 200 und verblieb 65 Wochen dort. Die ausgekoppelte Single Running on Empty erreichte Platz 11, die zweite Singleauskopplung The Load-Out/Stay Platz 20 der Billboard-Single-Charts. 
| ChartsChartplatzierungen       | Höchstplatzierung | Wochen |
| ------------------------------ | ----------------- | ------ |
| Vereinigte Staaten (Billboard) | 3 (65 Wo.)        | 65     |
| Vereinigtes Königreich (OCC)   | 28 (7 Wo.)        | 7      |

### Auszeichnungen für Musikverkäufe
| Land/Region                  | Auszeichnungen für Musikverkäufe (Land/Region, Auszeichnung, Verkäufe) | Verkäufe  |
| ---------------------------- | ---------------------------------------------------------------------- | --------- |
| Australien (ARIA)            | 3× Platin                                                              | 210.000   |
| Deutschland (BVMI)           | Gold                                                                   | 250.000   |
| Kanada (MC)                  | Platin                                                                 | 100.000   |
| Vereinigte Staaten (RIAA)    | 7× Platin                                                              | 7.000.000 |
| Vereinigtes Königreich (BPI) | Gold                                                                   | 100.000   |
| Insgesamt                    | 1× Gold · 11× Platin ·                                                 | 7.560.000 |